# Far Cry 4
Far Cry 4 es un videojuego de acción en primera persona de mundo abierto desarrollado por Ubisoft Montreal en conjunto con Ubisoft Red Storm, Ubisoft Toronto, Ubisoft Shanghai y Ubisoft Kiev y distribuido por Ubisoft. Su fecha de lanzamiento fue el 16 de noviembre de 2014 para Windows, PlayStation 4, PlayStation 3, Xbox One, y Xbox 360.

## Historia

### Argumento
Tras la muerte de su madre Ishwari, Ajay Ghale regresa a Kyrat, su país nativo, a cumplir el último deseo de su madre: llevar sus cenizas con Lakshmana. Sin embargo, su misión se ve interrumpida cuando el autobús en el que viaja es atacado por el Ejército Real y Ajay es tomado como prisionero por Pagan Min, el rey excéntrico y violento del país. Al encontrar una salida de la mansión de Pagan, Ajay escapa con la ayuda de Sabal, un comandante de la Senda Dorada, un movimiento rebelde establecido por Mohan Ghale, el padre de Ajay. Ajay no puede salir del país porque el Ejército Real tomó el control del único aeropuerto de Kyrat y cerró todas las fronteras.
En los aproximadamente veinte años desde que Ishwari y Ajay huyeron de Kyrat, la rebelión se vio estancada y la Senda Dorada luchaba a duras penas por su propia existencia. Como hijo de Mohan Ghale, Ajay se convierte en un símbolo seguido por la Senda Dorada. Tras rescatar a un grupo de rehenes y liberar territorios dominados por Pagan, la Senda Dorada planea debilitar el poder del rey atacando a sus tres gobernadores regionales: Paul "De Pleur" Harmon —quien supervisa la producción de opio y administra las cámaras de tortura de Pagan— Noore Najjar —quien administra los anillos de prostitución y caza furtiva y fue víctima de la crueldad de Pagan, quien había secuestrado a su familia— y Yuma Lau, la hermana adoptiva y confiable general de Min que está obsesionada con descubrir los secretos del plano místico de Shangri-La.
Sin embargo, el renacer de la Senda Dorada se ve amenazado por una profunda división entre sus comandantes: Sabal —quien defiende valores tradicionales— y Amita —que apuesta por valores más progresistas, que incluyen confiar fuertemente en el narcotráfico. Ajay se ve obligado a intervenir en varias ocasiones, y sus decisiones influencian la dirección a tomar por la Senda Dorada. El primer gobernador en caer es De Pleur, cuando Noore ayuda a Ajay a infiltrarse en su base y permitir que la rebelión lo capture. Amita y Sabal luego le encargan a Ajay que confronte y asesine a Noore. Noore muere en su arena de combate, ya sea asesinada por Ajay o suicidándose al descubrir que Pagan ya había ejecutado a su familia varios años atrás.
Mientras la Senda Dorada asegura las provincias sureñas de Kyrat, Ajay es contactado por Willis Huntley, un agente de la CIA que le ofrece información de inteligencia para los rebeldes y páginas del diario de su padre a cambio de matar a los tenientes de Yuma. Luego de que Ajay mata a varios de ellos, Huntley admite que en realidad eran activos de la CIA, y que lo habían enviado a atar cabos ya que la organización no consideraba más a Pagan como una amenaza. Huntley traiciona a Ajay y lo entrega a Pagan justo cuando la Senda Dorada se prepara para incursionar en el norte de Kyrat.
Ajay termina en una prisión de Yuma en la montaña, de la que logra escapar. En el proceso, descubre que Yuma había empezado a odiar a Pagan, principalmente por el afecto que este le tenía a la difunta madre de Ajay. La Senda Dorada se abre paso hacia el norte, mientras Ajay intenta reconectar con otra facción de los rebeldes. Pagan, consciente de que Yuma complotaba contra él, la traiciona entregándola a la Senda Dorada. Ajay es llevado a una confrontación con ella y prevalece, pero la tensión entre Amita y Sabal llega a nuevas alturas y Ajay se ve obligado a decidir quién será líder de la Senda Dorada. Sea quien sea el líder elegido, Ajay será enviado a matar al otro para evitar que inicie otra guerra civil, y Ajay puede elegir si cumplir con la orden o dejarlo ir. Con la Senda Dorada unida bajo un único líder, Ajay se une a ellos para atacar la fortaleza de Pagan y luego se infiltra solo en su palacio mientras la Senda Dorada contiene a los militares.

### Finales
Ajay se encuentra con Pagan, quien lo regaña por escapar al inicio del juego y le dice que sólo planeaba ayudarlo. Este ofrece a Ajay una decisión final: dispararle en el momento o escucharlo. Si Ajay le dispara a Pagan, el juego termina inmediatamente. Si Ajay decide escuchar, Pagan revela que Mohan envió a Ishwari a espiarlo durante los comienzos de la Senda Dorada, pero se enamoraron y tuvieron una hija: Lakshmana, la media hermana de Ajay. Mohan mató a Lakshmana como venganza por la traición de Ishwari, quien en represalia lo mató para luego huir del país con el pequeño Ajay. Pagan lleva a Ajay al altar donde descansan las cenizas de Lakshmana, y Ajay deja las de su madre con ellas. Pagan luego se toma un helicóptero y abandona el país pacíficamente, dejándolo en manos de Ajay. El jugador puede elegir entre derribar el helicóptero de Pagan mientras se aleja, matando a Pagan en el proceso.
A continuación, la Senda Dorada toma el control de Kyrat. El final depende del líder elegido por Ajay. Si Amita queda al mando, convierte a Kyrat en un narcoestado autoritario, obligando a los aldeanos a trabajar en fábricas y plantaciones de drogas, y obligando a los niños a unirse al grupo para mejorar sus rangos y tener mejores chances de enfrentar a lo que queda del Ejército Real; Ajay también descubre que tiene otra hermana, Bhadra, quien fue enviada lejos para nunca volver. Si Sabal queda al mando, Kyrat se vuelve una teocracia fundamentalista patriarcal donde todos los seguidores de Amita son ejecutados, las mujeres carecen de derechos políticos fundamentales, y Bhadra es considerada como un símbolo religioso del país. El jugador tiene la opción de matar al líder de la Senda Dorada o dejarlo vivir.
También existe un final secreto al inicio del juego. Para activarlo, Ajay simplemente debe esperar alrededor de quince minutos en el comedor de la mansión de Pagan. Cuando Pagan regresa, agradece a Ajay por "ser un caballero" y lo lleva al altar de Lakshmana, contándole la historia de la familia a Ajay. Luego de que Ajay coloca las cenizas de su madre en el altar, Pagan lo invita a "pegar unos tiros".

## Personajes
Lista de los personajes principales del juego:
- Ajay Ghale: protagonista de Far Cry 4. Criado en Estados Unidos, ha llegado a Kyrat para depositar las cenizas de su madre en un lugar llamado «Lakshmana». Tras llegar al país, se verá involucrado en el conflicto entre Pagan Min y la Senda Dorada.
  - Mohan Ghale: padre de Ajay Ghale y fundador de la Senda Dorada, se haya fallecido durante los sucesos del juego.
  - Ishwari Ghale: madre fallecida de Ajay Ghale, escapó a los Estados Unidos tras verse perseguida por su esposo Mohan Ghale.
- Sabal: uno de los líderes de la Senda Dorada, Sabal es un hombre piadoso, defensor de las antiguas tradiciones de Kyrat y de la esencia de la Senda Dorada.
- Amita: una de los líderes de la Senda Dorada, Amita tiene una actitud pragmática y posee una visión moderna de Kyrat alejada de las antiguas tradiciones, a diferencia de Sabal.
- Bhadra: una muchacha a la que la Senda Dorada venera, ya que Sabal afirma que es la próxima «Tarun Matara», una reencarnación de la diosa Kyra.
- Longinus: un traficante de armas que colabora con la Senda Dorada, es un cristiano ferviente.
- Reggie y Yogi: dos extravagantes sujetos que experimentan con estupefacientes de su propia creación que fueron manipulados por Pagan Min. Terminarán colaborando con Ajay Ghale.
- Willis Huntley: un exagente estadounidense que opera en Kyrat y cuyas intenciones son un misterio. También aparece en Far Cry 3 y Far Cry 5.
- Hurk: un estadounidense que lucha para la Senda Dorada, su única función en el juego es introducir al jugador en las mecánicas del multijugador cooperativo. También aparece en Far Cry 3 y Far Cry 5.
- Kalinag: un antiguo guerrero de Kyrat que se introdujo en Shangri-La y luchó para purificarla de la oscuridad que la invadió.

### Antagonistas
- Pagan Min: Rey de Kyrat y principal antagonista del juego. Desde un principio, se pone de manifiesto que Pagan tiene algún tipo de relación con Ajay Ghale.
- Paul «de Pleur» Harmon: un mercenario y mano ejecutora de Pagan Min. Junto a Noore controla la zona sur de Kyrat.
- Noore Najjar: líder de la Arena de Shanath, se ve obligada a trabajar para Pagan Min después de que éste secuestrara a su familia.
- Yuma Lau: de origen chino, Yuma es la comandante de los ejércitos de Pagan Min y su mano derecha.
- Rakshasa: un demonio con forma de pájaro gigante que invadió Shangri-La.

## Armamento
- Pistolas: M1911, Pistola PB, Desert Eagle, Mauser C96, Revólver Webley, Revolver Ruger Super Redhawk
- Subfusiles: Skorpion vz. 61, TEC-9, MP34, Heckler & Koch MP5, Agram 2000, TDI Vector, PP-19 Bizon
- Rifle de asalto: AK-47, SG 553, Famas, Galil ACE, HK416, M14
- Rifle francotirador: Fusil de francotirador Dragunov, Remington 700, Zastava M93, Barrett M95
- Escopetas: Escopeta de dos cañones, Escopeta recortada, Winchester Modelo 1887, KS-23, SPAS-12
- Ametralladora ligera: PKM, Ultimax U-100, Stoner 63, MG 42
- Lanzagranadas: Lanzagranadas M79, GM-94, Lanzagranadas Tipo 87
- Lanzamisiles: RPG-7, M79 Osa
- Otros: Ballesta, Pistola de bengalas, Lanzallamas, Arco recurvo, Mina, C-4
- Armas de autor: M1911, Mauser C96, Revólver Webley, Revolver Ruger Super Redhawk, Skorpion vz. 61, TEC-9, TDI Vector, MP34, AK-47, HK416, M14, Escopeta de dos cañones, Remington 700, Zastava M93, KS-23, Winchester Modelo 1887, PKM, Stoner 63, MG 42, Arpón

## Jugabilidad
Far Cry 4 es un videojuego de acción-aventura en primera persona. Los jugadores asumen el control de Ajay Ghale, un 
muchacho de origen kyrati que viaja a Kyrat para esparcir las cenizas de su madre. A través del juego, los jugadores 
pueden correr, saltar y agacharse, y tienen la habilidad de usar armas incluidas escopetas, ballestas, fusiles de francotirador, minas, cuchillos arrojadizos, arcos, lanzallamas y lanzacohetes. El juego permite a los jugadores cubrirse para evitar los tiroteos y realizar ejecuciones cuerpo a cuerpo desde el aire o por detrás. A diferencia de otros títulos de la serie, Far Cry 4 le da al jugador la habilidad de patear objetos y de esconder los cadáveres de los enemigos.
El juego cuenta con un menú de creación, en el que puede fabricar mejoras para su pistolera, permitiendo portar más armas; para su bolsa, permitiendo llevar más objetos; para su cartera, permitiendo llevar más rupias; para su kit de jeringuillas; para su bolsa de cebos; y para todos los tipos de bolsas de munición.
Al comienzo, el jugador no posee objetos en el inventario. Para conseguirlos, es necesario encontrar y abrir cofres, saquear cadáveres o despellejar animales salvajes. Una vez llena, se deberán vender o tirar los objetos para almacenar más cosas, o bien, tendrá que ser mejorada con pieles de distintos animales, al igual que el resto de objetos antes descritos.
También contiene una tienda en donde se puede comprar blindaje, señales de aliados a sueldo, armas, munición y mapas del tesoro.
Al igual, contiene un menú de habilidades, donde se pueden desbloquear después de ciertos requerimientos, y luego pueden adquirirse a cambio de puntos de habilidad.
El karma es otro tipo de puntuación que incluye el juego. Se obtiene ayudando a aliados o a civiles. Sirve exclusivamente para desbloquear habilidades.
Otra de las características únicas del juego es la fabricación de jeringuillas. Estas se crean con distintas plantas de la zona y pueden usarse para curarse o para obtener habilidades mejoradas por un corto lapso de tiempo. Este puede mejorarse en el menú "Habilidades".

### Misiones secundarias
Además de completar misiones primarias, también es posible realizar misiones secundarias:
- Liberar campanarios: los campanarios avisaban de la hora de la oración antes de que Pagan los clausurara. Ahora emiten publicidad sobre su régimen. Para liberarlos, es necesario escalar hasta la cima de ellos e interrumpir la transmisión. Además, liberar campanarios también revela zonas del mapa. Longinus le regalará un arma al personaje por cada campanario liberado.
- Liberar puestos: consiste en eliminar a todos los enemigos del puesto. Al conseguirlo, nuevos encargos serán desbloqueados, y la zona roja que rodeaba al puesto (en el mapa) se eliminará. También es posible liberarlos sigilosamente para conseguir recompensas mayores.
- Liberar fortalezas: las fortalezas son puestos de batalla mucho mejor defendidos que los puestos comunes. Los enemigos son más inteligentes y las oleadas de respuesta son más rápidas y con mejores vehículos. Pertenecen a Pagan, a "De Pleur", a Yuma y a Noore. Al eliminar a sus respectivos dueños se debilitan, haciendo más fácil liberarlas.
- Encargos: consisten en completar misiones otorgadas por pobladores o miembros de la Senda Dorada. Entre estas, están:
  - Cacería 
    - Suministros: el jugador debe cazar y despellejar determinado tipo de animal y depositar su carne en un congelador, a cambio de una recompensa.
    - Control: se deben ayudar a civiles a sobrevivir a ataques de animales afectados por opio.

  - Asesinato: consiste en eliminar a uno de los comandantes del Ejército Real y saquear su cadáver en busca de sus chapas de identificación.
  - Ojo por ojo: el jugador debe asesinar al objetivo con un arma específica y quitarle sus chapas de identificación.
  - Suministros de la Senda Dorada: se deben encontrar y entregar paquetes de suministros perdidos.
  - Escolta armada: el jugador debe escoltar un camión cargado de suministros y evitar que sea destruido.
  - Desactivación de bombas: el enemigo ha puesto bombas en puntos estratégicos de la Senda Dorada. El objetivo es evitar que estallen.
  - Rescate de rehenes: se deben rescatar rehenes secuestrados por el Ejército Real.
- La semana de la moda de Kyrat: consiste en cazar animales raros y especiales para el señor Mumu Chiffon, el ex-sastre real. Estos animales deben ser cazados con un arma específica, lo que puede resultar muy pesado. Con las pieles de estos animales se pueden crear mejoras en las mochilas de inventario.
- Las thangkas: son pinturas mágicas que llevan al jugador al mundo de Shangri-La, el paraíso en la Tierra. Se encarna al guerrero kyratí llamado Kalinag. El objetivo es liberar a Shangri-La de los «Rakshasha», demonios que tomaron este paraíso. Para esto, el jugador cuenta con un cuchillo y un tigre de bengala, un elefante y con un arco que puede ralentizar el tiempo.
- Kyrati Films: carreras y Kyrati Films: supervivencia: consiste en participar en carreras con diversos obstáculos y peligros. También hay un tiempo límite.
- La arena de Shanath: en esta arena se realizan competiciones de vida o muerte contra enemigos y animales. Al subir de rango, se obtienen nuevas armas iniciales. Además, existen tres modos: Batallas, Infinito y Desafío con armas.

## Entorno de juego

### Kyrat
Kyrat es una región ficticia ubicada en la cordillera del Himalaya. Está dividida en dos zonas diferenciadas: norte y sur, separadas por un puente en la zona central. Al comienzo del juego solo estará disponible la zona sur, pues el norte se encuentra dominado por las tropas de la guardia Real.
El país se encuentra principalmente en un valle situado entre las laderas de altas montañas. No presenta zonas de planicie y su relieve es bastante irregular, algo que aprovecha el juego para dar más verticalidad al diseño de niveles. Destaca la presencia de lagos y ríos, que posibilitan la existencia de abundante vegetación. En cuanto a los cultivos, los principales son de té y opio.

#### Fauna

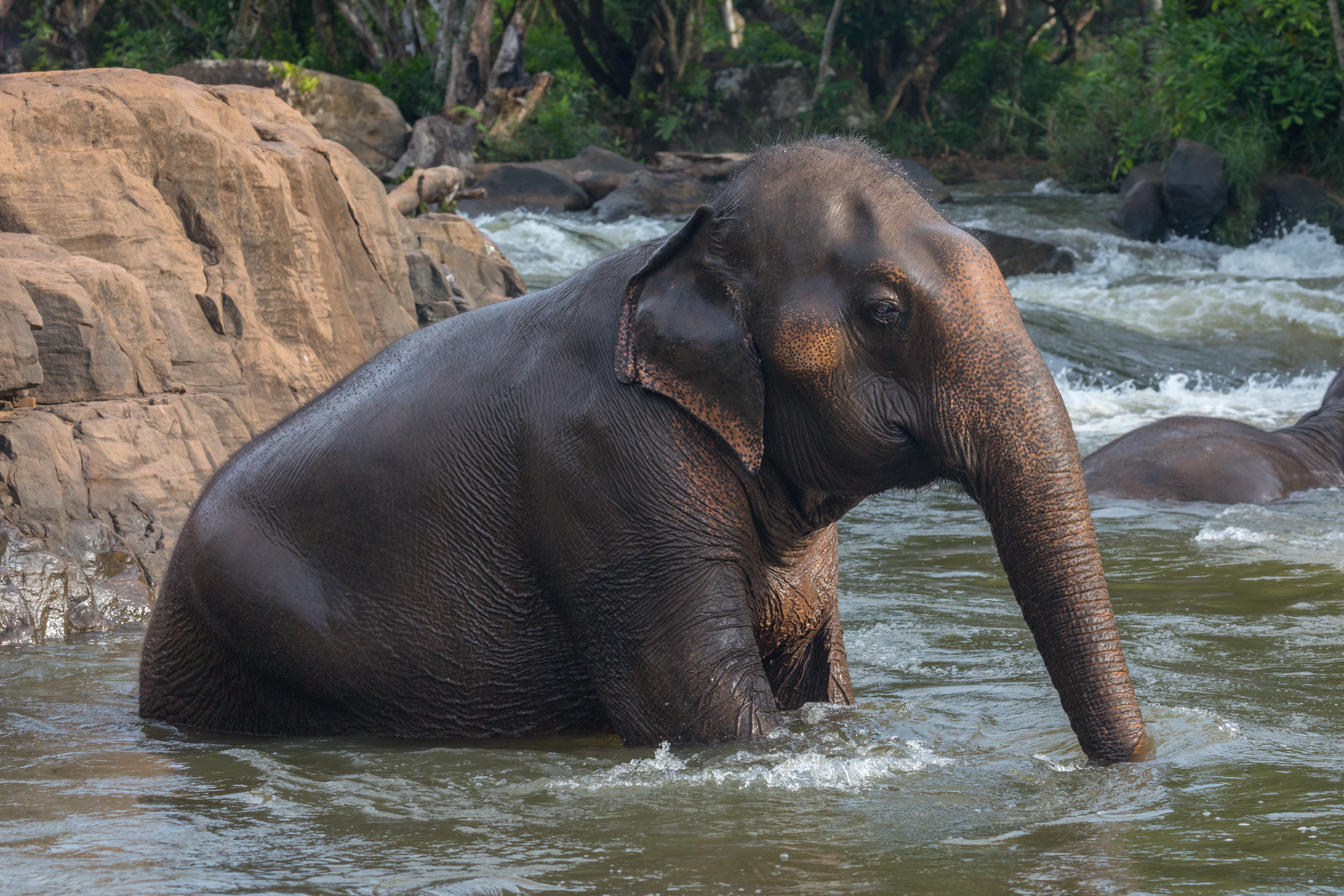
Elefante asiático bañándose en un río.

Diferentes especies típicas de la zona se encuentran presentes en el juego. Algunos animales son los siguientes:
- Elefante asiático.
- Rinoceronte asiático.
- Tigre de Bengala.
- Leopardo nebuloso.
- Oso pardo del Himalaya.
- Leopardo de las nieves.
- Tapir malayo.
- Ratel.

#### Asentamientos

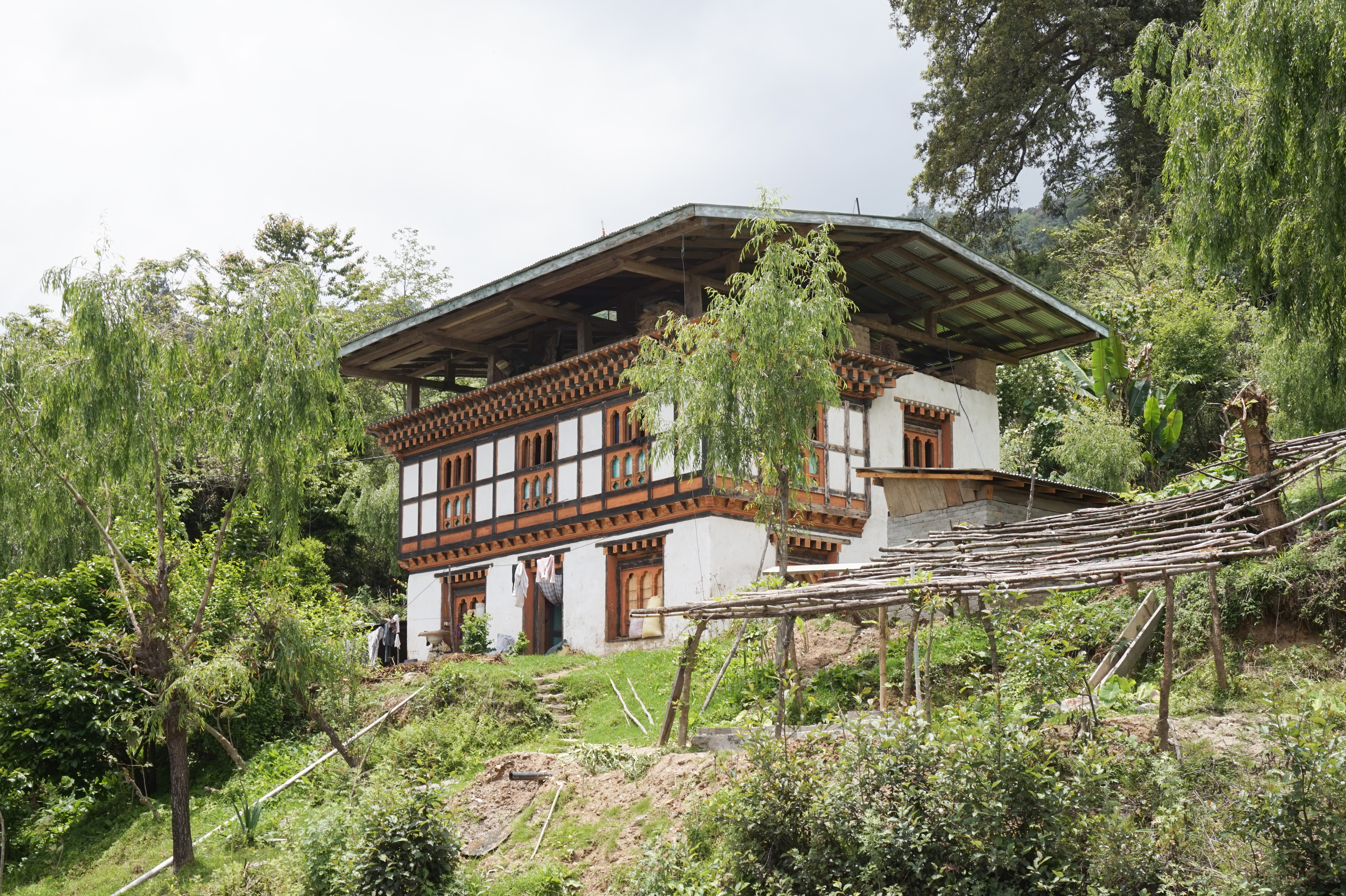
Una casa de Bután, similar a las de Far Cry 4.

Al no contar con una economía desarrollada, las principales aldeas cuentan con un aspecto rudimentario. Destacan principalmente Banapur y Tirtha. Por otra parte, la Fortaleza y el Palacio Real de Pagan Min presentan toda clase de lujos, como una estatua de oro.

#### Cultura
La tradición en Kyrat está basada en una religión politeísta que rinde culto a la diosa Kyra. Probablemente esté inspirada en la religión budista. Por todo el país se pueden encontrar monasterios y diferentes monumentos donde se adora a Kyra y a Banashur, como el Monasterio Chal Jama, Los Santos Dormidos o pequeños chortens distribuidos por la región.

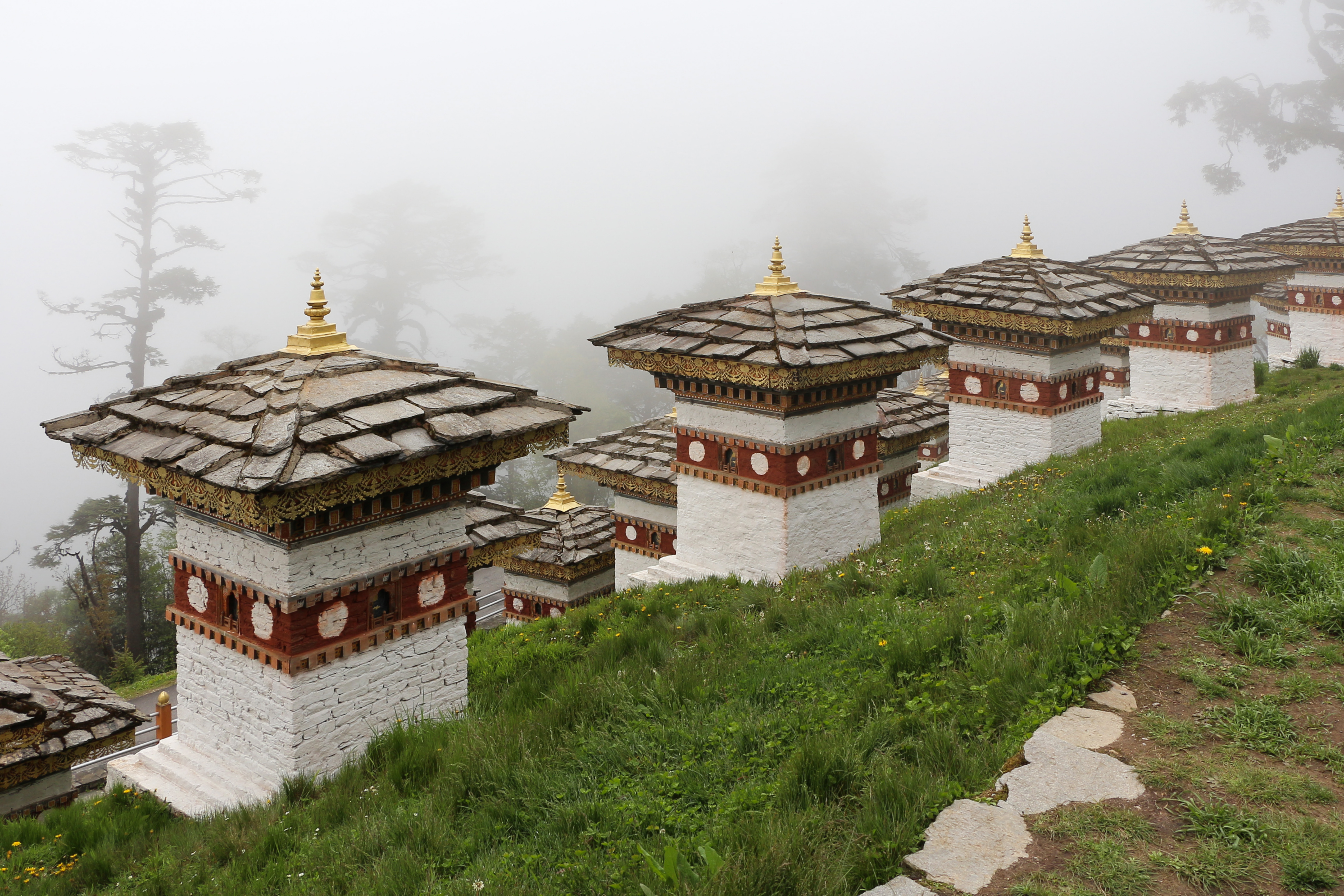
Druk Wangyal Chortens, Bután, cuentan con gran parecido a los presentes en el juego.

Del mismo modo, la religión presenta un ente demoníaco llamado Yalung. Un asesino en serie, autodenominado "La Cabra", es un seguidor de Yalung que se dedica a realizar sacrificios en honor a este, colocando sus máscaras cerca de sus cadáveres.

## Recepción y crítica
Far Cry 4 ha recibido comentarios y críticas positivas en la versión PlayStation 4. Las puntuaciones de Metacritic y GameRankings son superiores al 80%.
3D Juegos le dio una puntuación de 9/10 mencionando que "Far Cry 4 se levanta sobre las fortalezas de su predecesor, ahora cambiando temática y construyendo una trama muy interesante. Funciona a todos los niveles y genera diversión a raudales, más con el añadido de un cooperativo simplemente sensacional. Brilla por su ambientación, y aunque en ciertas parcelas se le nota la limitación de ser un juego intergeneracional, es precioso, dando lugar a una experiencia de supervivencia en terreno hostil, aunque esta vez con aliados. Saca el pasaporte porque no te lo puedes perder."
IGN otorgó una puntuación de 8,5/10 destacando que "el modo campaña, cooperativo y multijugador ofrece una increíble libertad y diversión [al jugador]."